# Martensite
Ne doit pas être confondu avec martinsite.

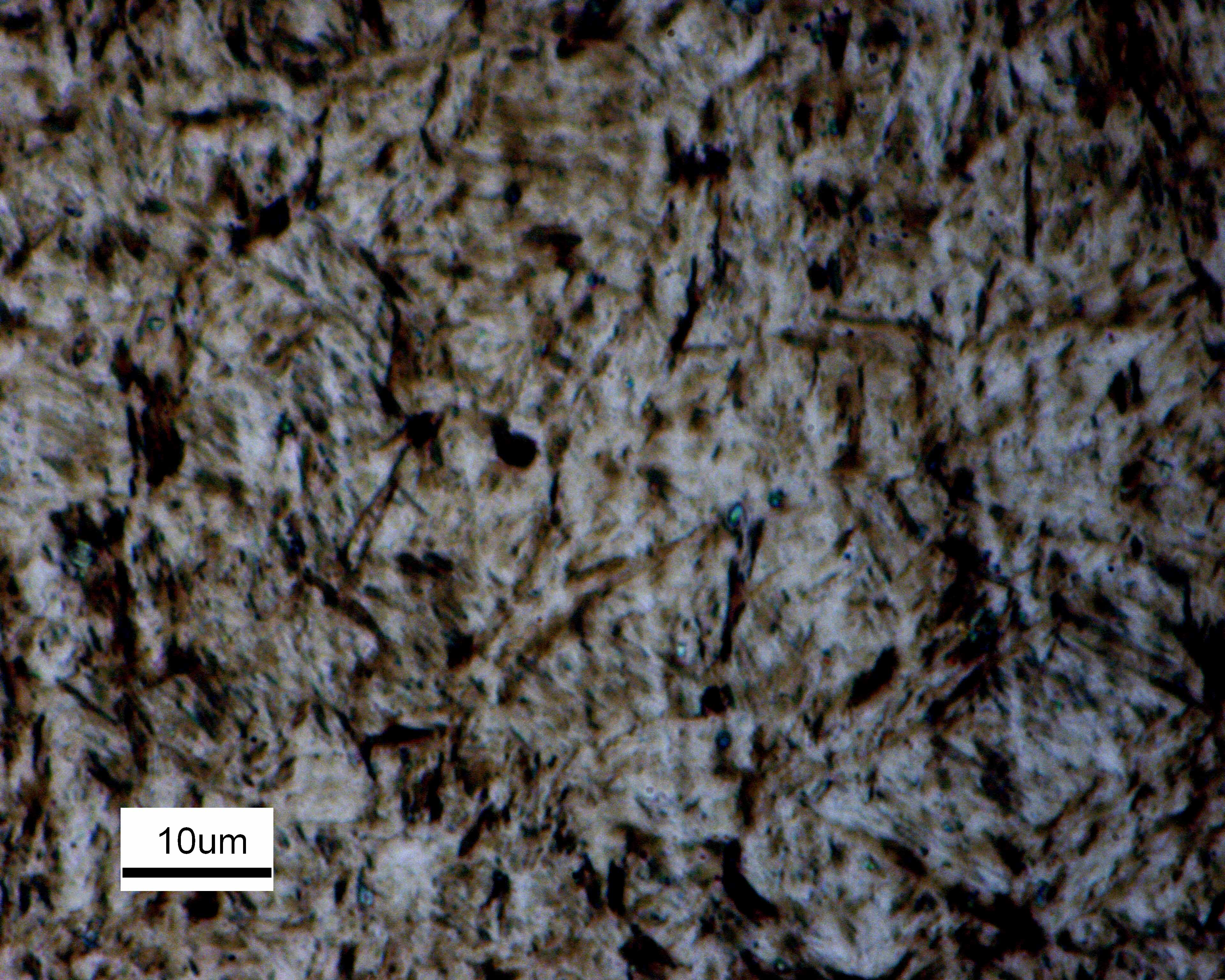
Martensite : Microstructure en forme d'aiguille.

La martensite (fer α') est une phase métastable des aciers, issue de la transformation sans diffusion de l'austénite γ en dessous d'une température martensitique. Elle tire son nom de Adolf Martens (en) (1850-1914), métallurgiste allemand. La structure de la martensite des aciers trempés est étudiée par Floris Osmond en 1890.
La martensite est ferromagnétique. Elle possède une grande dureté (HV > 800) et une fragilité notable. Elle a une structure en aiguilles (plaques) ou en lattes, visibles avec un grossissement suffisant, après attaque par les réactifs classiques. Ces aiguilles correspondent à des plaquettes internes dont le plan habituel est voisin de (225), orientées à l'intérieur de chaque grain initial d'austénite suivant trois directions parallèles aux côtés d'un triangle équilatéral. Le durcissement de la martensite est d'ordre physico-chimique ; chaque atome de carbone, plus volumineux que l'interstice où il est inséré, écarte les atomes de fer voisins, créant une sphère de perturbation autour de lui-même. Le réseau du fer est ainsi fortement distordu et ces perturbations, en bloquant le mouvement des dislocations, durcissent l'acier.
C'est une solution solide d'insertion sursaturée en carbone dans le fer α (ferrite), de même composition que l'austénite initiale. La transformation de l'austénite en martensite consiste en une modification du réseau cristallin (avec un faible déplacement des atomes de fer), sans qu'il y ait de diffusion des atomes de carbone : on appelle ce type de transformation « displacive ».
La martensite cristallise selon un modèle quadratique hybride. 
Dans un premier temps, on austénitise un acier (structure cubique à faces centrées) ayant une quantité de carbone supérieure à 0,05 % (limite de solubilité du carbone dans le fer alpha de la ferrite). Lors d'un refroidissement « classique », l'austénite, qui n'est plus stable en dessous de 911 °C, se transforme en ferrite et en cémentite sous leur forme d'équilibre que l'on retrouve dans le diagramme fer-carbone : dans ce cas, on observe une migration d'atomes de carbone vers les joints de grains formant de la cémentite.
Pour obtenir une structure ferritique ayant un taux de carbone supérieur à 0,05 % on effectue une trempe : le refroidissement plus rapide de l'acier austénitisé empêche alors la migration des atomes de carbone vers les joints de grains. Et comme l'acier tend à retourner sous son état d'équilibre qui est la maille cubique centrée à température ambiante, on observe un cisaillement suivant les plans de direction atomique les plus élevés (les diagonales du cube formant des triangles équilatéraux), permettant la naissance de la structure hexagonale hybride que l'on nomme martensitique.